# Irische Basketballnationalmannschaft der Damen
Die irische Basketballnationalmannschaft der Damen vertritt Gesamtirland im internationalen Basketball und wird vom Basketballverband Basketball Ireland organisiert. 
Die Mannschaft besteht aus Spielerinnen aus der Republik Irland und aus Nordirland und trägt ihre Heimspiele in der National Basketball Arena in Tallaght, einem Vorort der Hauptstadt Dublin, aus.
Zu einem größeren internationalen Wettbewerb konnte sich die Mannschaft bisher noch nicht qualifizieren.

## Geschichte
Im Februar 2010 stellte der Verband Basketball Ireland aufgrund einer Finanzkrise innerhalb der Organisation mit Schulden in Höhe von 1,2 Millionen Euro sowohl die Männer- als auch die Frauennationalmannschaft ein. Im Juni 2014 wurde bekannt gegeben, dass Basketball Ireland die beiden Nationalmannschaften im Jahr 2015 wieder für den internationalen Spielbetrieb zulassen wird.

## Abschneiden bei internationalen Wettbewerben

### Olympische Spiele
| - keine |

### Weltmeisterschaften
| - keine |

### Europameisterschaften
| - keine |

## Kader
Eine Übersicht des Kaders findet sich beispielsweise in der englischsprachigen Fassung dieses Artikels oder auf dem Internetportal eurobasket.com (s. Abschnitt Weblinks).